# Agència de Nasik
L'agència de Nasik fou una entitat colonial a l'Índia Britànica, que actuava com agència política del governador, a la presidència de Bombai. Estava formada per un únic estat, el principat de Surgana. Portava el nom perquè Surgana estava al nord-oest del districte de Nasik.